# خورشیدگرفتگی ۲۰ آوریل ۲۰۴۲
خورشیدگرفتگی ۲۰ آوریل ۲۰۴۲ (به انگلیسی: Solar eclipse of April 20, 2042) یک خورشیدگرفتگی از نوع خورشیدگرفتگی کامل است. این خورشیدگرفتگی در تاریخ ۲۰ آوریل ۲۰۴۲ میلادی (‎۳۱ فروردین ۱۴۲۱ خورشیدی) روی خواهد داد که زمان اوج آن، ساعت ۲:۱۷:۳۰ به‌وقت ساعت هماهنگ جهانی است. مدت زمان و طول این خورشیدگرفتگی ۴ دقیقه و ۵۱ ثانیه خواهد بود.